# 氐宿一
氐宿一（天秤座α，α Lib / α Librae）雖然是天秤座內第二亮的恆星，但因為它比較接近黃道，因此被拜耳命名為α星。他的固有名字是Zubenelgenubi，這個名字源自阿拉伯的الزبن الجنوبي（al-zuban al-janūbiyy），意思是"南方的鉤爪"，這是因為天秤座是從之前的天蝎座分離出來的。備用（不常用）的名稱是Kiffa Australis和Elkhiffa Australis，從阿拉伯al-kiffah al-janūbiyy翻譯成拉丁文的部分，意思是"南方的平底鍋（天秤）"。

## 敘述
天秤座α是一對距離太陽約77光年的目視聯星。 
它的兩顆星在天空中分離的角距離是231"（3'51"），伴星的位置角是314度。兩顆星中較亮的一顆是光譜分類A3的白色星，視星等2.8，絕對星等1.1，拜耳名稱是天秤座α2。它的伴星是F4的恆星，視星等5.2，絕對星等3.5，拜耳名稱是天秤座α1。

## 觀察
天秤座α是靠近黃道的恆星，因此很容易被月球遮蔽，偶爾也會被行星遮蔽。下次被行星遮蔽的事件將在2052年11月10日發生，被水星遮蔽。
| 天秤座α是在天秤座西側（右邊）最亮的恆星，並且非常靠近黃道。 | 1°視野的天秤座α1和天秤座α2在DSS2巡天; 創建者：AAO/STScI/WikiSky |

## 外部連結
- WikiSky上关于氐宿一的内容：DSS2, SDSS, GALEX, IRAS, 氢α, X射线, 天文照片, 天图, 文章和图片